# Johnny McKinstry
Johnathan McKinstry (Lisburn, Irlanda del Norte; 16 de julio de 1985) más conocido como Johnny McKinstry es un entrenador de fútbol norirlandés. Actualmente dirige a la selección de Gambia.

## Trayectoria

### Sierra Leona
Primariamente McKinstry, trabajó como entrenador de equipos juveniles del Manchester United, en una academia de juveniles de Ghana y del New York Red Bulls de los Estados Unidos para, más tarde, trasladarse a Sierra Leona a trabajar como director técnico en la academia de Craig Bellamy, a la edad de 24 años. La academia era la única en su tipo en el país, por lo que ocupaba un lugar de relevancia en el fútbol sierroleonés. Cuando el entrenador de la selección Lars-Olof Mattsson renunció a su cargo, se ofreció para dirigir al seleccionado algo que los dirigentes terminaron por aceptar.
Su primer partido fue ante Túnez por la segunda fase de la clasificación de CAF para la Copa Mundial de Fútbol de 2014 en un empate a 2. En la clasificación para la Copa Africana de Naciones de 2015, Sierra Leona logró avanzar 2 fases tras vencer a Suazilandia y Seychelles respectivamente. Pese a la epidemia de ébola que sufría el país y la contrariedad de no poder jugar partidos como local por el brote, decidió continuar en su cargo. Pero en la fase final, Sierra Leona perdió sus primeros 2 partidos ante Costa de Marfil y RD Congo quienes a la postre, terminaron ocupando el 1.er y 3er lugar en la Copa Africana de Naciones 2015, y fue apartado de su cargo por los directivos quienes adujeron malos resultados, pese al rechazo que causó esta decisión en la opinión pública.
Durante la estadía del entrenador en el equipo, Sierra Leona alcanzó por primera vez en su historia el top 50 en el ranking FIFA y el séptimo lugar en África en agosto de 2014.

### Ruanda
Tras los buenos resultados obtenidos al mando del seleccionado de Sierra Leona, la federación Ruandesa se fijó en el joven entrenador y le ofreció el cargo del mismo. Pese a tener varios ofrecimientos McKinstry, aceptó el puesto de entrenador de Ruanda. El técnico firmó un contrato de 1 año, hasta después del CHAN 2016, organizado por la propia Ruanda. Además los objetivos propuestos por la federación son buscar las clasificaciones para la Copa Africana 2017 y la Copa Mundial 2018.
Tras un buen comienzo al mando del equipo, incluyendo una victoria como visitante ante Mozambique, prosiguieron una serie de derrotas que dejaron a los amavubis rápidamente afuera tanto de la clasificación para los Juegos Olímpicos como del Mundial 2018 tras perder en segunda fase de clasificación ante Libia. Luego de este duro golpe, Ruanda debió afrontar la Copa CECAFA 2015 en donde el equipo mejoró y logró llegar hasta la final del torneo donde cayeron derrotados ante Uganda. En dicho torneo McKinstry fue elegido como el mejor entrenador del mismo.A pesar de haber firmado un nuevo contrato cinco meses antes, fue despedido de su cargo en agosto de 2016.

### Kauno Žalgiris
El 21 de julio de 2017, Kauno Žalgiris anunció a McKinstry como su nuevo entrenador para el resto de la temporada.Tras la finalización de su contrato, dejó el club en enero de 2018 y se excusó en la incertidumbre sobre el estatus liguero del equipo como un factor clave en la decisión entre él y el club de tomar caminos separados.

### Saif SC
El 7 de noviembre de 2018, McKinstry fue nombrado entrenador del Saif SC de la Liga Premier de Bangladés.Tras la finalización de la temporada 2018-19, en la que el equipo estableció nuevos récords, McKinstry fue recompensado con un nuevo contrato de 12 meses.

### Uganda
El 30 de septiembre de 2019, McKinstry fue anunciado como entrenador de la selección de Uganda y firmó un contrato por tres años.En diciembre de ese año, obtuvo la Copa CECAFA 2019 luego de ganar los 6 partidos del torneo.El 19 de abril de 2021, la Federación de las Asociaciones de Fútbol de Uganda confirmó que habían llegado a un acuerdo con el norirlandés para finalizar el contrato.

### Gor Mahia
El 29 de julio de 2022, McKinstry fue nombrado entrenador del Gor Mahia.Su primera temporada al cargo terminaría con éxito después de obtener el título de la Premier League de Kenia.Dos meses más tarde, lograría la FKF Charity Shield tras una victoria sobre el Kakamega Homeboyz.En mayo de 2024, obtuvo su segunda liga tras vencer al Muhoroni Youth por 3-0 en la última jornada.

### Gambia
El 21 de mayo de 2024, fue confirmado como entrenador de la selección de Gambia hasta la finalización de las eliminatorias para la Copa Mundial de la FIFA 2026.

## Clubes
| Club                      | País         | Año           |
| ------------------------- | ------------ | ------------- |
| Selección de Sierra Leona | Sierra Leona | 2013-2014     |
| Selección de Ruanda       | Ruanda       | 2015-2016     |
| Kauno Žalgiris            | Lituania     | 2017-2018     |
| Saif SC                   | Bangladés    | 2018-2019     |
| Selección de Uganda       | Uganda       | 2019-2021     |
| Gor Mahia                 | Kenia        | 2022-2024     |
| Selección de Gambia       | Gambia       | 2024-presente |

## Palmarés

### Como entrenador

#### Campeonatos nacionales
| Título                 | Club      | País  | Año     |
| ---------------------- | --------- | ----- | ------- |
| Liga Keniana de Fútbol | Gor Mahia | Kenia | 2022-23 |
| FKF Charity Shield     | Gor Mahia | Kenia | 2023-24 |
| Liga Keniana de Fútbol | Gor Mahia | Kenia | 2023-24 |

#### Campeonatos internacionales
| Título      | Club/Selección      | País   | Año  |
| ----------- | ------------------- | ------ | ---- |
| Copa CECAFA | Selección de Uganda | Uganda | 2019 |